# Enoplometopidae
Enoplometopidae is een familie van kreeftachtigen uit de klasse van de Malacostraca (hogere kreeftachtigen).

## Geslachten
- Enoplometopus A. Milne-Edwards, 1862
- Hoplometopus